# Opération PBFortune
L’opération PBFortune, également appelée opération Fortune, est une opération secrète des États-Unis, visant à renverser le président guatémaltèque, démocratiquement élu, Jacobo Árbenz Guzmán, en 1952. L'opération est autorisée par le président américain Harry S. Truman et planifiée par la Central Intelligence Agency. L'United Fruit Company avait fait un lobbying intensif pour le renversement, parce que la réforme agraire, initiée par Árbenz, menaçait ses intérêts économiques. Les États-Unis craignaient également que le gouvernement d'Árbenz ne soit influencé par les communistes.
La tentative de coup d'État est planifiée avec le soutien de l'United Fruit Company et des dictateurs de droite du Nicaragua (Anastasio Somoza García), de la République dominicaine (Rafael Trujillo) et du Venezuela (Marcos Pérez Jiménez), soutenus par les États-Unis, qui se sentaient menacés par la révolution démocratique guatémaltèque et cherchaient à la miner. Le plan consiste à fournir des armes à l'officier militaire guatémaltèque, en exil, Carlos Castillo Armas, qui devait diriger une invasion, depuis le Nicaragua.
Lors de la mise en action de cette opération, le département d'État américain découvre que les détails du plan sont devenus largement connus. Le secrétaire d'État américain Dean Acheson craint que la tentative de coup d'État ne nuise à l'image des États-Unis, engagés dans une politique de non-intervention, et y met donc fin. L'opération PBFortune est suivie deux ans plus tard par l'opération PBSuccess, une autre opération secrète dans laquelle Castillo Armas joue un rôle important. PBSuccess renverse le gouvernement d'Árbenz et met fin à la révolution guatémaltèque (en).

## Contexte
De la fin du XIXe siècle à 1944, une série de dirigeants autoritaires gouvernent le Guatemala. Entre 1898 et 1920, Manuel José Estrada Cabrera accorde d'importantes concessions à l'United Fruit Company et dépossède de nombreuses populations indigènes de leurs terres communales,.
Sous Jorge Ubico Castañeda, qui a régné en dictateur entre 1931 et 1944, ce processus s'est intensifié avec l'instauration d'une réglementation du travail brutale et la création d'un État policier,.
En juin 1944, un mouvement populaire pro-démocratie, dirigé par des étudiants universitaires et des organisations syndicales, force Ubico à démissionner. Ubico remet le pouvoir à une junte militaire  qui est renversée lors d'un coup d'État militaire, dirigé par Jacobo Árbenz Guzmán, en octobre 1944, un événement connu sous le nom de Révolution d'octobre.
Les dirigeants du coup d'État appellent à des élections ouvertes, qui sont remportées (en) par Juan José Arévalo, un professeur de philosophie progressiste, devenu le visage du mouvement populaire. Il met en œuvre un programme modéré de réforme sociale, comprenant une campagne d'alphabétisation réussie et des élections largement libres, bien que les femmes analphabètes n'aient pas eu le droit de vote et que les partis communistes aient été interdits.
Après la fin de la très populaire présidence d'Arévalo, en 1951, Árbenz est élu président,. Il poursuit les réformes d'Arévalo et entame également un ambitieux programme de réforme foncière, connu sous le nom de décret 900 (en). Dans ce cadre, les portions non cultivées des grandes propriétés foncières sont expropriées contre compensation et redistribuées aux travailleurs agricoles pauvres.
Certains gouvernements d'Amérique centrale et des Caraïbes sont hostiles à Árbenz et à la révolution guatémaltèque. Anastasio Somoza García, Rafael Leonidas Trujillo et Marcos Pérez Jiménez, les dictateurs de droite du Nicaragua, de la République dominicaine et du Venezuela, respectivement, soutenus par les États-Unis, se sentent menacés par les réformes d'Arévalo.
Sous Arévalo, le Guatemala devient un refuge pour les militants pro-démocratie de ces trois pays. Somoza, Trujillo et Jiménez soutiennent les exilés guatémaltèques qui travaillent à saper le gouvernement guatémaltèque, en plus de réprimer les mouvements populaires démocratiques dans leur propre pays.
Le climat politique de la guerre froide conduit le gouvernement américain à considérer les politiques d'Arévalo et d'Árbenz comme communistes,.
Cette conception est renforcée par le soutien d'Arévalo à la légion des Caraïbes, et dans les années 1950, le gouvernement américain envisage de renverser Árbenz. L'attitude des États-Unis est également influencée par la doctrine Monroe, une philosophie de politique étrangère énoncée par James Monroe, en 1823,, qui justifie le maintien de l'hégémonie américaine dans la région. L'objectif déclaré de la doctrine est de maintenir l'ordre et la stabilité, de limiter l'influence des puissances de l'Ancien Monde, et de faire en sorte que l'accès aux ressources et aux marchés ne soit pas limité. L'historien Mark Gilderhus estime que la doctrine contient également un langage raciste condescendant, qui compare les pays d'Amérique latine à des enfants combattants. Avant 1944, le gouvernement américain n'avait pas eu besoin de s'engager dans des interventions militaires au Guatemala pour faire respecter cette hégémonie, étant donné la présence de dirigeants militaires amis des États-Unis.

## Planification

### La visite de Somoza
En mai 1952, Árbenz promulgue le décret 900, titre officiel de la loi de réforme agraire guatémaltèque. Environ 500 000 personnes bénéficient de ce décret. L'United Fruit Company a perdu plusieurs centaines de milliers d'acres de ses terres non cultivées à cause de cette loi, et l'indemnisation qu'elle reçoit est basée sur le prix sous-évalué qu'elle a présenté au gouvernement guatémaltèque à des fins fiscales. L'entreprise intensifie donc son lobbying, à Washington D.C. contre le gouvernement guatémaltèque. Cette loi convainc le gouvernement américain que le gouvernement guatémaltèque est influencé par les communistes.
L'Agence centrale de renseignement (CIA) du gouvernement américain commence à explorer la notion de soutien aux détracteurs et opposants d'Árbenz. Walter Bedell Smith, le directeur de la Central Intelligence, ordonne à J. C. King (en), le chef de la division de l'hémisphère occidental, d'examiner si les Guatémaltèques dissidents peuvent renverser le gouvernement Árbenz, s'ils ont le soutien des dictatures d'Amérique centrale.
À ce moment, le gouvernement américain est approché par le leader nicaraguayen Somoza, qui se rend aux États-Unis, en visite privée, au cours de laquelle il prononce des discours publics, faisant l'éloge des États-Unis, et se voit même décerner une médaille par la ville de New York,. Lors d'une réunion avec Truman et son état-major, Somoza déclare que si on lui donne les armes, il « nettoierait le Guatemala ». 
Le conseiller militaire personnel de Truman, le major général Harry H. Vaughan (en), persuade Truman d'explorer davantage l'opportunité, et Truman demande à Smith d'assurer le suivi.

### Carlos Castillo Armas
Bien que la proposition n'est pas prise au sérieux, à l'époque, le colonel américain Cornelius Mara retourne au Nicaragua, avec Somoza pour approfondir l'idée. Somoza persuade Mara que le plan est réalisable, celui-ci retourne aux États-Unis et remet à Truman un rapport favorable. Smith envoie également un ingénieur hispanophone,, sous le nom de code Seekford, pour contacter l'officier de l'armée guatémaltèque en exil, Carlos Castillo Armas et ses collègues dissidents, qui se trouvent alors au Honduras et au Guatemala.
Francisco Javier Arana (en) avait déjà lancé une tentative de coup d'État malheureuse, contre Arévalo, en 1949. Castillo Armas avait été un protégé d'Arana, et s'était élevé dans l'armée pour devenir le chef de l'académie militaire du Guatemala, en 1949. Les historiens divergent sur ce qui est arrivé à Castillo Armas, après la tentative de coup d'État. Piero Gleijeses (en) écrit que Castillo Armas a été expulsé du pays. Nick Cullather et Andrew Fraser, en revanche, affirment que Castillo Armas a été arrêté, en août 1949, qu'Árbenz l'a fait emprisonner sous des accusations douteuses, jusqu'en décembre 1949 et qu'il s'était retrouvé au Honduras, un mois plus tard,.
Au début de 1950, un officier de la CIA retrouve Castillo Armas qui tente d'obtenir des armes de la part de Somoza et Trujillo. Il rencontre la CIA à plusieurs reprises, avant novembre 1950, lorsqu'il lance une attaque contre Matamoros, la plus grande forteresse de la capitale, et est emprisonné pour cela, avant d'acheter sa sortie de prison.
Castillo Armas déclare à la CIA qu'il avait le soutien de la Guardia Civil (Garde civile), de la garnison de Quetzaltenango, la deuxième ville du Guatemala, et du commandant de Matamoros. L'ingénieur envoyé par la CIA leur indique également que Castillo Armas avait le soutien financier de Somoza et Trujillo. Sur la base de ces rapports, Truman autorise l'opération PBFortune. Selon Gleijeses, il n'informe pas le département d'État américain, ni le secrétaire d'État, Dean Acheson, du plan. Toutefois, sur la base d'un examen de documents déclassifiés, Cullather affirme que la CIA avait en fait demandé l'approbation du département d'État avant d'autoriser le plan, et que le sous-secrétaire d'État David K. E. Bruce l'avait expressément approuvé. Le directeur adjoint de la CIA, Allen Dulles, avait auparavant contacté le fonctionnaire du département d'État Thomas Mann et le secrétaire d'État adjoint aux affaires interaméricaines Edward G. Miller Jr. (en) Tous deux avaient déclaré qu'ils souhaitaient un nouveau gouvernement au Guatemala, même si cela impliquait le recours à la force, mais, lorsqu'on leur a posé la question, ils n'approuvent pas explicitement l'action visant à renverser Árbenz. Dulles suppose que leurs réponses vagues impliquent un soutien, mais qu'il a obtenu l'assentiment explicite de Bruce avant de poursuivre.

### Le complot
Les détails du complot sont finalisés, au cours des semaines suivantes, par la CIA, l'United Fruit Company et Somoza. Les putschistes contactent Trujillo et Jiménez qui, avec Somoza et Juan Manuel Gálvez, le président de droite du Honduras, avaient déjà échangé des renseignements sur le gouvernement Árbenz et avaient envisagé la possibilité de soutenir une invasion, par des exilés guatémaltèques,. Les deux dictateurs soutiennent le plan et acceptent de contribuer à son financement.
Bien que PBFortune ait été officiellement approuvé le 9 septembre 1952, la planification avait commencé plus tôt dans l'année. En janvier 1952, des agents de la Direction des plans de la CIA dressent une liste des « communistes de haut niveau que le nouveau gouvernement souhaiterait éliminer immédiatement en cas de succès d'un coup d'État anticommuniste ». Les plans d'assassinat constituent la première fois que les États-Unis envisagent un assassinat au Guatemala. La liste des cibles est établie par la CIA avant même que l'opération n'ait été officiellement autorisée. Elle est établie à partir d'une liste de communistes que l'armée guatémaltèque avait établie en 1949, ainsi que de ses propres renseignements. Neuf mois plus tard, la CIA reçoit également, par l'intermédiaire de Seekford, une liste de 58 Guatémaltèques que Castillo Armas voulait faire tuer, en plus des 74 autres qu'il voulait déjà faire arrêter ou exiler. Selon Seekford, le soutien de Trujillo est également conditionné à l'assassinat de quatre personnes de Saint-Domingue qui vivent alors au Guatemala. Le plan doit être exécuté par Castillo Armas et n'implique aucune intervention directe des États-Unis.
Lorsqu'il est contacté par l'agent de la CIA, dépêché par Smith, Castillo Armas avait proposé un plan de bataille pour obtenir le soutien de la CIA. Ce plan prévoyait l'invasion du Guatemala par trois éléments en provenance du Mexique, du Honduras et du Salvador. Ces invasions sont censées être soutenues par des rébellions internes,.
King formule un plan pour fournir à Castillo Armas 225 000 dollars ainsi que des armes et des moyens de transport. Son plan suggère également de persuader Somoza et Gálvez de fournir un soutien aérien, en plus d'autres aides.
La proposition est transmise à Dulles. Elle souligne le rôle relativement restreint que la CIA était censée jouer, et affirme que sans le soutien de la CIA, le complot se poursuivrait probablement, mais échouerait probablement et conduirait à une répression des forces anticommunistes.

## Exécution et fin

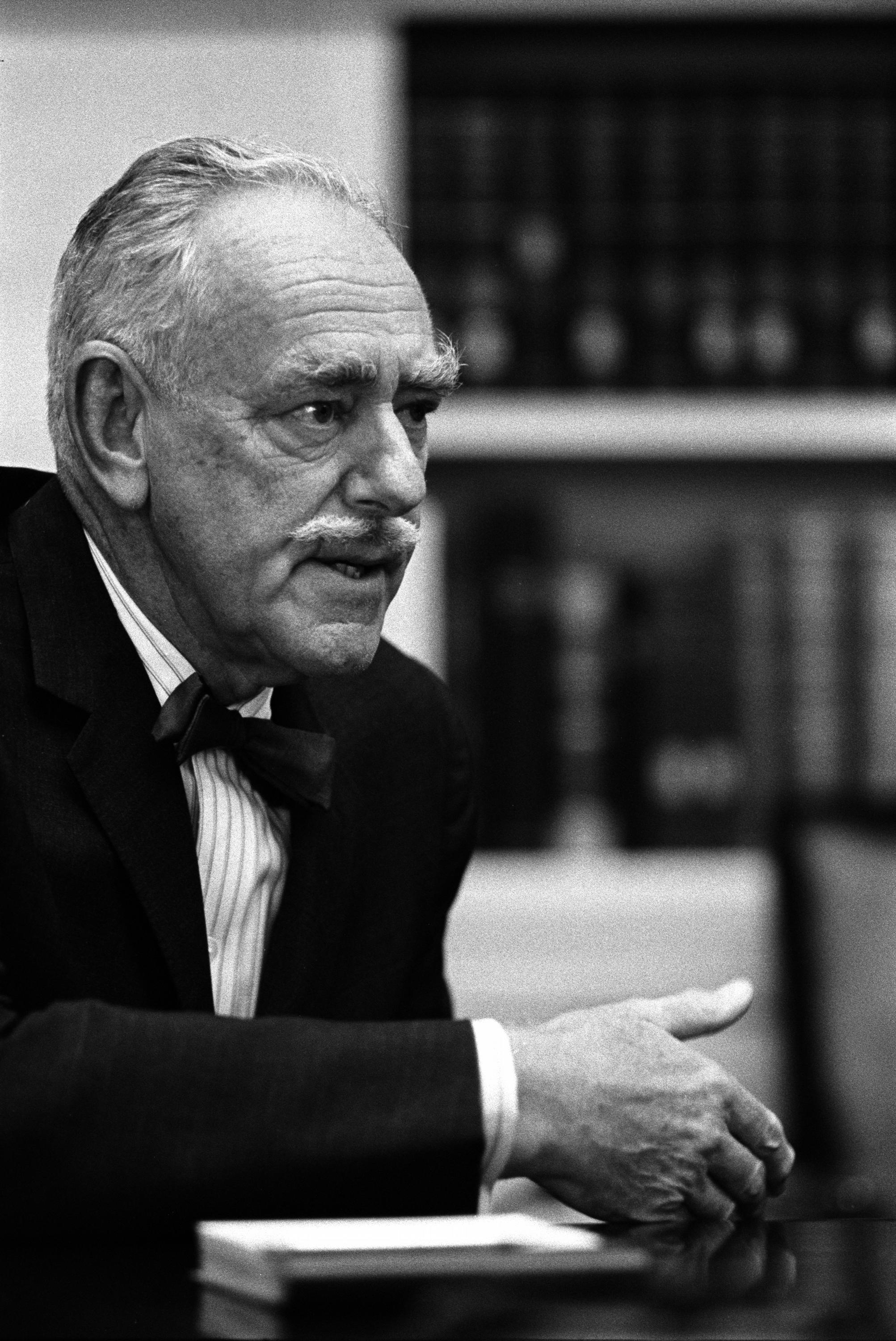
Le secrétaire d'État Dean Acheson, dont l'intervention met fin à l'opération.

Ce plan est mis en œuvre, à l'automne 1952, par la CIA. 
King avait obtenu des armes du stock de celles confisquées par les autorités portuaires de la ville de New York.
Il s'agit de 250 fusils, 380 pistolets, 64 mitrailleuses et 4 500 grenades,. L'United Fruit Company prête un de ses cargos à la CIA. Le cargo est spécialement réaménagé à La Nouvelle-Orléans et chargé d'armes sous forme de machines agricoles. Il doit se rendre au Nicaragua, au début du mois d'octobre 1952.
La CIA avait encouragé Somoza et Gálvez à apporter leur soutien aux forces de Castillo Armas. Somoza, cependant, informe plusieurs responsables gouvernementaux d'Amérique centrale, du rôle de la CIA dans la tentative de coup d'État. Le fils de Somoza, Tacho, a par exemple demandé à Miller si « la machine » était en route, lors d'une réunion au Panama.
Les comptes rendus de la fin de l'opération varient selon les historiens. Gleijeses déclare que pendant que le cargo était en route pour le Nicaragua, un employé de la CIA s'est rendu chez Miller, et lui demande de signer un document au nom du département des munitions. Miller refuse et montre le document à ses supérieurs, qui en informent Acheson. Gleijeses écrit qu'Acheson a immédiatement parlé à Truman, à la suite de ce document et que l'opération a été interrompue. Nick Cullather écrit que, parce que Somoza avait fait passer le mot sur le coup d'État, le département d'État a estimé que la couverture de l'opération avait été compromise. D'autres diplomates commencent à apprendre l'existence de l'opération, et le 8 octobre, Acheson convoque Smith et l'annule.
Acheson craignait particulièrement que le fait de rendre publics les détails du coup d'État ne nuise à l'image des États-Unis. En vertu du Pacte de Rio, de 1947, l'Organisation des États américains (OEA) avait obtenu des Nations unies la compétence pour les différends régionaux. Pour y parvenir, les États-Unis s'étaient également engagés à mener une politique de non-intervention dans les affaires intérieures d'autres pays. Si PBFortune avait été rendu public, le fait que les États-Unis soutenaient l'invasion d'un membre de l'OEA aurait représenté un énorme revers pour la politique américaine, ce qui aurait incité le département d'État à mettre fin à l'opération lorsqu'il a appris que sa couverture avait été découverte.

## Conséquences
La fin de l'opération prend la CIA par surprise, et King tente rapidement de sauver ce qu'il peut. Le cargo est redirigé vers le Panama, où les armes sont déchargées. King y conserve les armes dans l'espoir que le projet puisse être relancé. Castillo Armas reçoit une provision de 3 000 dollars par semaine, ce qui lui permet de maintenir une petite force. La CIA reste en contact avec lui et continue à fournir un soutien aux rebelles. La CIA a du mal à mettre fin à l'opération sans attirer l'attention.
Peréz Jimenez ouvre une ligne de crédit qui permet à Castillo Armas d'acheter des avions et Trujillo ainsi que Somoza continuent à soutenir l'opération, tout en reconnaissant qu'elle devrait être reportée. L'argent versé à Castillo Armas est décrit comme un moyen de s'assurer qu'il n'a pas tenté d'agir prématurément.
Même après la fin de l'opération, la CIA continue de recevoir des informations de Seekford, selon lesquelles les rebelles guatémaltèques planifient des assassinats. Castillo Armas prévoit d'utiliser des groupes de soldats en civil du Nicaragua, du Honduras et du Salvador, pour tuer des dirigeants communistes au Guatemala. King continue à explorer la capacité de la CIA, à importer des armes en Amérique centrale, sans l'approbation du Département d'État.
En novembre 1952, Dwight D. Eisenhower est élu président des États-Unis, après une campagne promettant une position plus belliciste contre le communisme. De nombreuses personnalités de son cabinet, dont John Foster Dulles et son frère Allen, ont des liens étroits avec l'United Fruit Company, ce qui prédispose Eisenhower, plus fortement que Truman, à soutenir le renversement d'Árbenz,. En juin 1954, les États-Unis forment et financent une force d'invasion, dirigée par Castillo Armas, soutenue par une intense campagne de guerre psychologique de la CIA. Gálvez, Somoza, Jiménez et Trujillo offrent de nouveau, à la CIA, leur soutien pour préparer cette opération. Árbenz démissionne le 27 juin 1954, mettant ainsi fin à la révolution guatémaltèque,.
Après sa démission, la CIA lance l'opération PBHistory (en), une tentative d'utilisation des documents du gouvernement d'Árbenz et d'ailleurs pour justifier le coup d'État, en réponse aux réactions internationales négatives qu'il a suscitées.
À partir de 1954, le Guatemala est dirigé par une série de dictateurs militaires, soutenus par les États-Unis, ce qui conduit à la guerre civile guatémaltèque, qui dure jusqu'en 1996. Environ 200 000 civils sont tués dans cette guerre et de nombreuses violations des droits de l'homme sont commises, notamment des massacres de populations civiles, des viols, des bombardements aériens et des disparitions forcées. Parmi ces violations, 93 % ont été commises par l'armée soutenue par les États-Unis, qui a notamment mené une campagne de terre brûlée génocidaire contre la population indigène maya, dans les années 1980.

### Source de la traduction
- (en) Cet article est partiellement ou en totalité issu de l’article de Wikipédia en anglais intitulé « Operation PBFortune » (voir la liste des auteurs).